# Miranda de Ebro (stacja kolejowa)
Miranda de Ebro – stacja kolejowa w Miranda de Ebro, w Kastylii i Leónie, w Hiszpanii. Położona jest na liniach kolejowych Madryt-Irún i Castejón-Bilbao.